# Postumia
Postumia sau Postojna este o localitate din comuna Postojna, Slovenia, cu o populație de 8.548 de locuitori.